# Romos
Romos es una comuna ubicada en el distrito de Hunedoara, Rumania.

## Superficie
Cuenta con una superficie de 102,0 kilómetros cuadrados.

## Demografía
Hasta 2021 la población era de 2388 habitantes, con una densidad de población de 23,40 habitantes por kilómetro cuadrado.